# Palacio de los Omaña

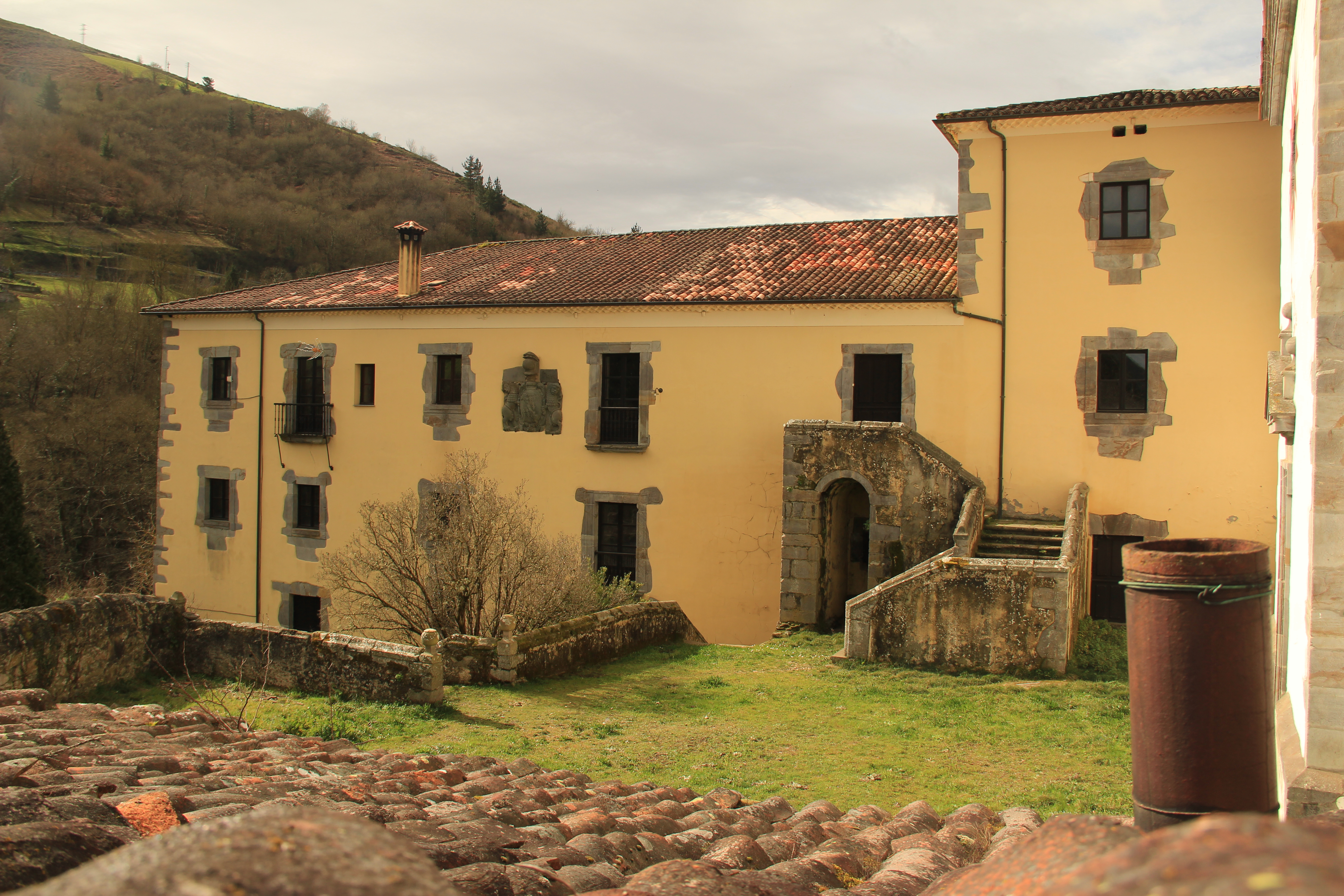
Palacio de los Omaña, también conocido como Palacio de Rozadiella (Rozadiella. Tineo). Fachada principal (noreste).

El Palacio de los Omaña o Palacio de Rozadiella se localiza en el núcleo de Rozadiella (número 1), en la parroquia de Santa María de Arganza y concejo de Tineo (Asturias, España). Está situado en la margen izquierda del río Arganza, accediéndose al mismo por un camino que bordea el curso fluvial. El palacio es vivienda particular.

## Orígenes
El Palacio de los Omaña es una gran construcción palacial urbano-rural, compuesta de casa palacio y capilla. Fue levantado en 1649 por don Lope de Omaña y su esposa doña Catalina Valdés. El palacio salva el desnivel del terreno mediante un aterrazamiento, situándose en la terraza inferior, o patio del palacio, un gran cuerpo rectangular de tres plantas y en la terraza superior, adosado al costado Norte del primero, otro cuerpo en forma de torre, de tres plantas. Formando ángulo con este segundo cuerpo se halla la capilla palaciega. Unas escalinatas de piedra permiten acceder, desde el patio, a la segunda y tercera planta del primer cuerpo del palacio y a la terraza superior.

### Diseño
El palacio emplea mampostería enlucida en sus muros y sillares en los esquinales y enmarques de los vanos. La fachada principal del palacio o Este sigue el modelo de los palacios urbanos y acoge en sus plantas superiores, distribuidos regularmente, adintelados vanos y balcones enrasados, con antepechos de hierro; muestran ligeras molduras de orejas, de estética manierista. En el último piso va colocado un monumental escudo con las armas de los Omaña, flanqueado por dos grandes leones rampantes.
En la planta baja se localizan dos puertas adinteladas. La fachada Sur del palacio mira hacia el río y en ella se superponen sendas galerías de pies derechos de madera con zapatas, de tradición popular. La capilla tiene dimensiones de iglesia y fue erigida para acoger el panteón familiar. Está realizada con mampostería y sillares en los esquinales.
Su fachada copia la de la antigua colegiata de Santa María Magdalena en la villa de Cangas del Narcea, erigida entre 1639-42 y trazada por el arquitecto granadino Bartolomé Fernández Lechuga. Presenta una puerta adintelada con orejas y se corona con un frontón triangular, en cuyos vértices se levantan pináculos y bolas. Sobre el mismo figura un óculo y otro gran frontón que se alinea con el tejado y se decora también con pináculos y bolas. Sobre el hastial se yergue una torre-campanario de dos huecos, sobre la que se instaló un reloj de campana.
Tres tramos cubiertos con bóveda de arista forman la nave del templo, a cuyos pies se levanta una tribuna, que está comunicada con el palacio. En las gradas que dan paso al presbiterio está situado el sarcófago con bulto funerario de los Omaña. La capilla cobija tres estupendos retablos barrocos, profusamente decorados, de fines del XVII; el central está dedicado a La Anunciación.
Completan el conjunto palacial otras construcciones, ahora arruinadas, que acogían dependencias auxiliares de uso agropecuario. Rodeando todo el conjunto se levanta por el E. una alta y potente muralla, hecha a base de mampostería, en la que se abre un portalón de entrada, formado por un arco de sillares de medio punto sobre impostas, sobre el que campea el escudo de los Omaña.

## Estado actual
El estado de conservación del edificio del palacio es bueno, siendo su aspecto actual el resultado de las obras de conservación y acondicionamiento que se han realizado en el mismo. La capilla, por el contrario, acusa los efectos de su largo abandono. Las dimensiones de la capilla, unidas a las del propio palacio, hacen que el Palacio de Rozadiella sea el conjunto palacial más impresionante y monumental de todo el concejo de Tineo y una muestra sobresaliente de la arquitectura nobiliaria asturiana de los albores del Barroco.